# John Beck
John Beck, född 28 januari 1943 i Chicago, Illinois, är en amerikansk skådespelare. Han är främst känd för sin roll som Pams friare affärsmannen Mark Graison i TV-serien Dallas. 
Beck har även medverkat i andra TV-serier, däribland Magnum, Hotel och Walker, Texas Ranger. Han gifte sig 1971 med en brittisk fotomodell, Tina Carter, och de har fyra barn tillsammans.